# Янушев, Василий Александрович
Василий Александрович Янушев (ум. 1881) — православный диакон и педагог, член Общества любителей духовного просвещения, сотрудник «Московских епархиальных ведомостей», которые издавались этим обществом под редакцией священника В. Рождественского.

## Биография
Об его детстве информации практически не сохранилось, да и прочие биографические сведения о нём очень скудны и отрывочны; известно лишь что Василий Янушев родился в семье сельского диакона; образование получил первоначально в Донском духовном училище, а затем в Московской духовной семинарии. По окончании семинарского курса одним из лучших студентов Янушев желал было продолжать свое образование в духовной академии, но, зная скудные средства своих родителей и снисходя к их желанию, оставил свое намерение и определился в Донское духовное училище на должность наставника, которую с честью занимал в течение двенадцати лет. 

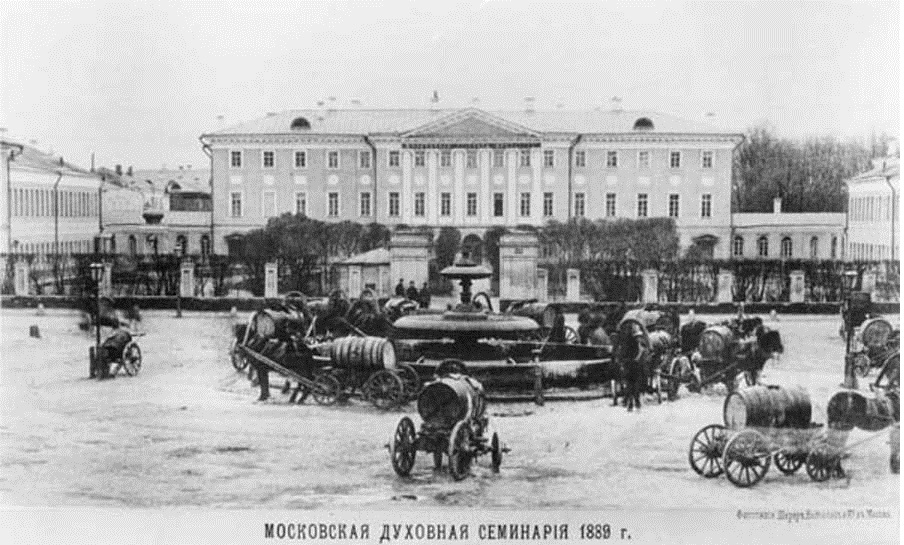
МДС в 1889 году

Одаренный от природы светлым умом, обширной памятью и стремлением к приобретению познаний, он при своей аккуратности являлся незаурядным учителем. Его ученики при сдаче экзаменов в семинарию оказывались лучше подготовленными сравнительно с другими училищами и принимались в семинарию почти все. 
Училищная библиотека, весьма скудная научными пособиями, обогащалась необходимыми книгами на его собственные средства. Будучи искренним почитателем дельной литературы, Янушев и сам решил послужить обществу литературным трудом, сначала робко, помещая в «Московских епархиальных ведомостях» разные заметки и мелкие известия, а потом уже принявшись и за более крупные вопросы, интересовавшие духовенство и местное общество. 
В 1871 году Янушев был посвящен в диаконы к Московской Николаевской церкви на Пупышах, и с этого времени много трудился на пользу московского духовенства и Общества любителей духовного просвещения. 
Василий Александрович Янушев скончался 14 (26) августа 1881 года в городе Москве.